# Randfördunkling

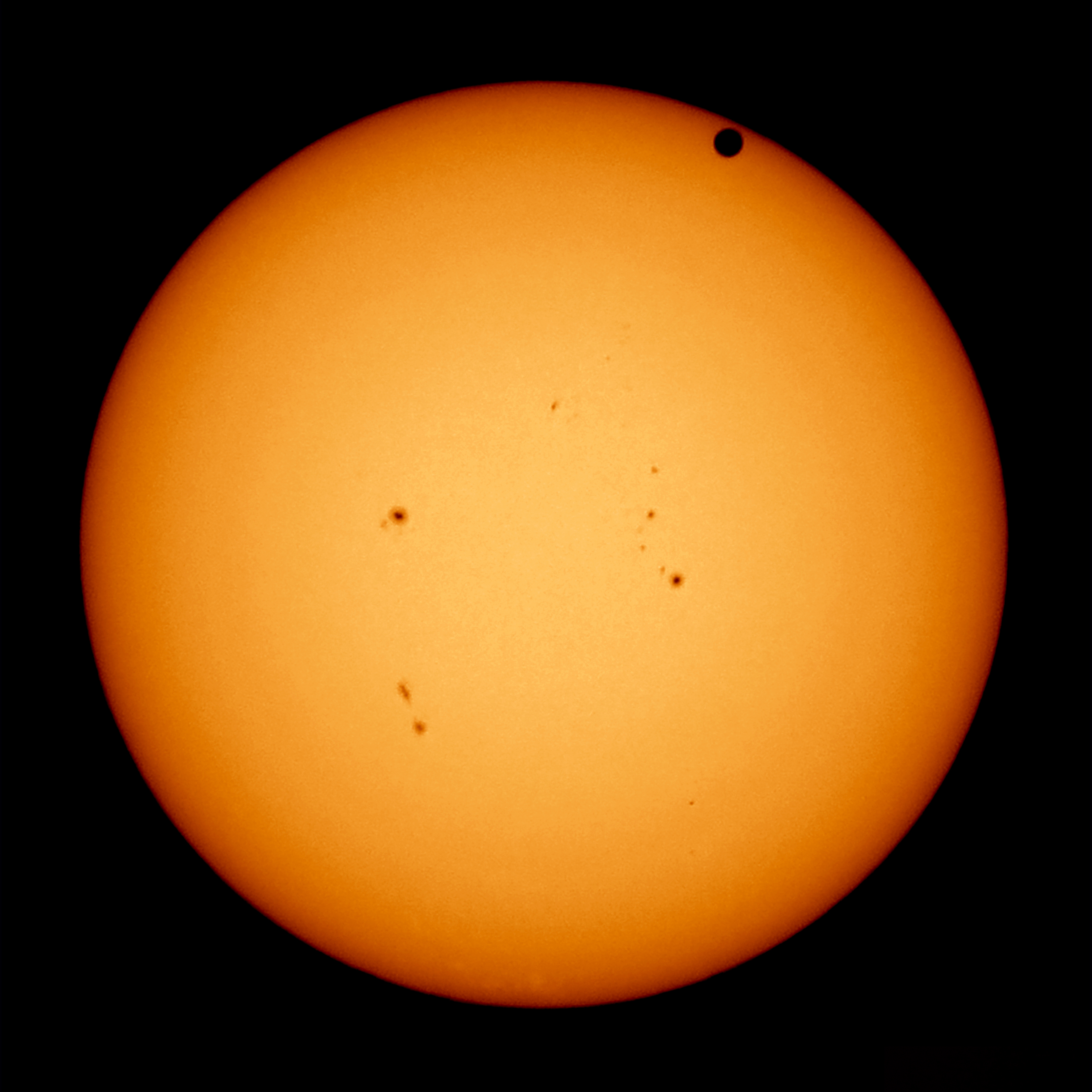
En filtrerad bild av solen i synligt ljus som visar randfördunkling mot solskivans kant. Bilden togs under Venuspassagen år 2012. Runda fläcken uppe till höger är planeten Venus.

Randfördunkling är ett namn för den effekt som gör att en stjärna ser ut att vara mörkare längs dess rand i jämförelse mot dess mitt. Detta beror på att när man tittar mot en stjärnas rand så ser man bara dess yttre, inte dess inre, där (vanligen) både densitet och temperatur är betydligt högre.